# CA Matogrossense
Der Clube Atlético Matogrossense, in der Regel nur kurz Atlético Matogrossense genannt, ist ein Fußballverein aus Cuiabá im brasilianischen Bundesstaat Mato Grosso.

## Erfolge
- Staatsmeisterschaft von Mato Grosso: 1946, 1950, 1955, 1956, 1957

## Stadion
Der Verein trägt seine Heimspiele im Estádio Eurico Gaspar Dutra, auch unter dem Namen Dutrinha bekannt, in Cuiabá aus. Das Stadion hat ein Fassungsvermögen von 4500 Personen.

## Trainerchronik
| Trainer  | Nation    | von  | bis |
| -------- | --------- | ---- | --- |
| Izaurino | Brasilien | 2020 |     |